# 938 (szám)
A 938 (római számmal: CMXXXVIII) egy természetes szám, szfenikus szám, a 2, a 7 és a 67 szorzata.

## A szám a matematikában
A tízes számrendszerbeli 938-as a kettes számrendszerben 1110101010, a nyolcas számrendszerben 1652, a tizenhatos számrendszerben 3AA alakban írható fel.
A 938 páros szám, összetett szám, azon belül szfenikus szám, kanonikus alakban a 21 · 71 · 671 szorzattal, normálalakban a 9,38 · 102 szorzattal írható fel. Nyolc osztója van a természetes számok halmazán, ezek növekvő sorrendben: 1, 2, 7, 14, 67, 134, 469 és 938.
A 938 négyzete 879 844, köbe 825 293 672, négyzetgyöke 30,62679, köbgyöke 9,78891, reciproka 0,0010661. A 938 egység sugarú kör kerülete 5893,62782 egység, területe 2 764 111,447 területegység; a 938 egység sugarú gömb térfogata 3 456 982 049,3 térfogategység.